# Hromadná voda
Hromadná voda je tatranský potok na území okresu Poprad. Je to pravostranný přítok Velického potoka, měří 3,3 km a je tokem V. řádu.
Pramení v Tatranském podhůří na východním svahu Suchého vrchu 1793 m, v lokalitě Gerlachovská hora, v nadmořské výšce přibližně 1470 m. Teče jihojihovýchodním směrem přes Hromadnou dolinu, na dolním toku podteká silnici II/537 i železniční trať č. 183 a stáčí se na jihovýchod. Východně od samoty Danielov dom se v nadmořské výšce cca 947 m vlévá do Velického potoka.